# Marshall Faulk
Marshall William Faulk (26 de fevereiro de 1973, New Orleans) é um ex-jogador de futebol americano que atuava na posição de running back na National Football League. Atualmente ele trabalha como analista do NFL Total Access do NFL Network. Ele jogogu futebol americano universitário na Universidade Estadual de San Diego, antes de ser draftado pelo Indianapolis Colts no Draft de 1994 da NFL. Depois da temproada de 1998, Faulk foi trocado para o St. Louis Rams. Marshall é um de três jogadores (Marcus Allen e Tiki Barber) a chegar a marca das 10.000 jardas terrestres a ainda alcançar 5.000 jardas recebidas na carreira, e ainda é o único a ter 12.000 jardas terrestres e 6.000 jardas recebidas. Ele ainda detém o recorde da NFL com sete conversões de dois pontos. Ele também tem cinco jogos com mais de 250 jardas de scrimmage e 14 jogos com mais de 200 jardas de scrimmage, sendo isso um recorde na NFL. Marshall Faulk é o único jogador a ter mais de 70 touchdowns terrestres e ainda ter feito mais de 30 touchdowns recebidos pelo ar. Devido a uma contusão no joelho, Faulk não jogou durante a temporada de 2006. Ele então passou a trabalhar para a NFL Network. Faulk anunciou em 26 de março de 2007 que ele decidiu oficialmente se aposentar. Faulk teve sua camisa #28 aposentada pelo St. Louis Rams em 20 de dezembro de 2007. Ele foi eleito para o Pro Football Hall of Fame do esporte em 2011.

## Estatísticas
| Ano      | Time     | Jogos | Correndo | Correndo | Correndo | Correndo | Correndo | Recebendo | Recebendo | Recebendo | Recebendo | Recebendo |
| Ano      | Time     | JD    | Ten      | Jardas   | Média    | Lng      | TD       | Rec       | Jardas    | Média     | Lng       | TD        |
| -------- | -------- | ----- | -------- | -------- | -------- | -------- | -------- | --------- | --------- | --------- | --------- | --------- |
| 1994     | IND      | 16    | 314      | 1 282    | 4,1      | 52       | 11       | 52        | 522       | 10,0      | 85E       | 1         |
| 1995     | IND      | 16    | 289      | 1 078    | 3,7      | 40       | 11       | 56        | 475       | 8,5       | 34        | 3         |
| 1996     | IND      | 13    | 198      | 587      | 3,0      | 43       | 7        | 56        | 428       | 7,6       | 30        | 0         |
| 1997     | IND      | 16    | 264      | 1 054    | 4,0      | 45       | 7        | 47        | 471       | 10,0      | 58        | 1         |
| 1998     | IND      | 16    | 324      | 1 319    | 4,1      | 68E      | 6        | 86        | 908       | 10,6      | 78E       | 4         |
| 1999     | STL      | 16    | 253      | 1 381    | 5,5      | 58       | 7        | 87        | 1 048     | 12,0      | 57E       | 5         |
| 2000     | STL      | 14    | 253      | 1 359    | 5,4      | 36       | 18       | 81        | 830       | 10,2      | 72E       | 8         |
| 2001     | STL      | 14    | 260      | 1 382    | 5,3      | 71E      | 12       | 83        | 765       | 9,2       | 65E       | 9         |
| 2002     | STL      | 14    | 212      | 953      | 4,5      | 44       | 8        | 80        | 537       | 6,7       | 40        | 2         |
| 2003     | STL      | 11    | 209      | 818      | 3,9      | 52       | 10       | 45        | 290       | 6,4       | 30        | 1         |
| 2004     | STL      | 14    | 195      | 774      | 4,0      | 40       | 3        | 50        | 310       | 6,2       | 25        | 1         |
| 2005     | STL      | 16    | 65       | 292      | 4,5      | 20       | 0        | 44        | 291       | 6,6       | 18        | 1         |
| Carreira | Carreira | 176   | 2 836    | 12 279   | 4,3      | 71E      | 100      | 767       | 6 875     | 9,0       | 85E       | 36        |